# Вулиця Сергія Шишка
Ву́лиця Сергія Шишка — вулиця у Солом'янському районі міста Києва, селище Жуляни. Пролягає від вулиці Василя Седляра до Різдвяної вулиці.

## Історія
Виникла у 2010-х роках під проєктною назвою Проєктна 13106.
Сучасна назва на честь українського художника Сергія Шишка — з 2019 року.